# Psychic 5
Psychic 5 es un videojuego de plataformas creado por la empresa Jaleco y publicado en 1987 que tiene como objetivo recolectar ítems y eliminar enemigos hasta llegar al final de cada pantalla, en donde hay que vencer a un demonio gigante.

## Objetivo del juego
El jugador debe controlar a una serie de cinco personajes (de a uno a la vez) por distintos escenarios, en los que deben. 
En este juego los personajes tienen la habilidad de flotar en el aire, habilidad que ha sido heredada del juego Bomb Jack, además cada uno de los cinco personajes tienen distintas habilidades y fortalezas, los cuales solamente si son usados de manera correcta permitirán completar la etapa.
El juego tiene un elaborado sistema de puntuación, cada una de las etapas tiene secretos y bonificaciones por juego perfecto.

## Personajes y poderes

### Naoki y Aikiko
Los dos chicos Naoki y Akiko, son los personajes con el mejor equilibrio y son los principales personajes utilizados por la mayoría de los jugadores, aunque Naoki parece ser el más equilibrado de los dos,  Aikiko es un buen personaje, aunque a veces no tiene tanta habilidad para golpear a la Bruja Zara especialmente cuando no tiene el Poder P.

### Bunta
Es el personaje fuerte es muy útil en las secciones en donde hay puertas, de otra manera no se podría cumplir el objetivo en el tiempo deseado, tiene un poder de golpe muy fuerte pero salta poco y es muy lento, se obtiene en la escena 1.

### Makoto
Es un personaje muy alto y ágil que se utiliza para llegar a lugares altos, es muy hábil cuando tiene la escoba de Zara, se obtiene en la escena 3.

### Genzoh
Es el personaje ideal para luchar contra el diablo, lento pero con una fortaleza superior a todos con un golpe es capaz de romper todo, para obtener a Genzoh en la escena 4 deberá tener todos los Gold Bonus en la escena 3.

## Elección del personaje
Los personajes se pueden elegir al iniciar el juego, al cambiar de escena o al usar una cabina telefónica, no siempre es seguro estar en ella, los enemigos también pueden entrar.

## Contenedores de objetos
En este juego los contenedores nos dan objetos para mejorar la jugabilidad, letras para llenar la palabra EXTRA o poderes especiales, solo debemos darle un martillazo y listo.

### Olla de comida
Cade vez que golpeamos uno de estos contenedores tendremos una pieza de comida, pero tenemos que ser cuidadosos cada golpe cambia la pieza de comida que tendremos, si obtenemos toda la comida, obtendremos bonus por llegar al 100%.

### Cajas
En la parte superior veremos un cursor que se mueve a través de la palabra extra, si algún objeto aparece en ese lugar mientras golpeamos una caja ese será el objeto que obtendremos, si no, lo hará con un objeto predeterminado. Las falsas paredes actúan como cajas.

### Jarra Mágica
Contiene o un personaje o un bonus mágica.
- Datos: Q6090506